# Invorio
Invorio est une commune italienne d'environ 4 200 habitants située dans la province de Novare, dans la région du Piémont, dans le Nord-Ouest de l'Italie.

## Administration
| Période                                  | Période | Identité | Étiquette | Qualité |
| ---------------------------------------- | ------- | -------- | --------- | ------- |
|                                          |         |          |           |         |
| Les données manquantes sont à compléter. |         |          |           |         |

### Communes limitrophes
Ameno, Arona, Bolzano Novarese, Borgomanero, Briga Novarese, Colazza, Gattico, Gozzano, Meina, Paruzzaro.

## Personnalités nées à Invorio
- Otton Visconti (en italien Ottone Visconti) — (1207-1295), archevêque de Milan.
- Mathieu Ier Visconti dit Mathieu Visconti le Grand (en italien Matteo Visconti il Grande) — (1250-1322), seigneur de Milan.